# Singles of the 90s
Singles of the 90s é a primeira coletânea da banda Ace of Base, lançado a 28 de dezembro de 1999.

## Faixas
1. "C'est La Vie (Always 21)" - 3:27
2. "The Sign" - 3:09
3. "Beautiful Life" - 3:39
4. "Hallo Hallo" - 2:51
5. "Always Have, Always Will" - 3:46
6. "Love in December" - 4:00
7. "All That She Wants" - 3:30
8. "Living in Danger" - 3:10
9. "Everytime It Rains" - 3:55
10. "Don't Turn Around" - 3:51
11. "Cruel Summer" (Big Bonus Mix) - 4:07
12. "Happy Nation" - 3:32
13. "Lucky Love" - 2:52
14. "Never Gonna Say I'm Sorry" - 6:33
15. "Life Is a Flower" - 3:47
16. "Wheel of Fortune" - 3:40